# Nueva Esperanza (Copo)
Nueva Esperanza es una localidad argentina ubicada en el departamento Copo de la provincia de Santiago del Estero. Se encuentra sobre la ruta provincial 4, en el cruce con la ruta provincial 117, 50 km al sudoeste de Monte Quemado.
La localidad cuenta con una escuela y posta sanitaria. Existe una misión católica sostenida por las Hermanas Dominicas de la Anunciata. Colabora el colegio La Anunciata de Buenos Aires. En 2010 sus pobladores intentaban organizarse para constituir una Comisión de Fomento con énfasis en la mejora de caminos y conseguir efectivos policiales. Entre las actividades económicas se destaca la críta de ganado.

## Población
Cuenta con 72 habitantes (Indec, 2010), lo que representa un descenso del 18% frente a los 88 habitantes (Indec, 2001) del censo anterior.
| Gráfica de evolución demográfica de Nueva Esperanza entre 1991 y 2010 |
|                                                                       |
| Fuente: Censos nacionales del INDEC                                   |

## Parroquias de la Iglesia católica en Nueva Esperanza
| Diócesis       | Añatuya                  |
| -------------- | ------------------------ |
| Cuasiparroquia | Sagrado Corazón de Jesús |